# Ибрагим Мирза
Ибрагим Мирза (1440—1459) — принц из династии Тимуридов, правитель Герата (1457—1459), сын Ала уд-Даулы, внук Шахруха и правнук Тамерлана.

## Биография
Родился в 1440 году. Второй сын Ала уд-Даулы (1417—1460), правителя Герата в 1447—1448, 1450 и 1458 годах. Его матерью была Мурад Султан Агха, дочь Барата Ходжи Бахши.
В 1457 году после смерти своего дяди Абу-л-Касима Бабура-мирзы Ибрагим-мирза пришел к власти в Герате, столице Хорасана. Мирза Шах Махмуд, сын и преемник Абу-л-Касима Бабура, унаследовал султанский престол после смерти отца. Но, поскольку сам он был еще юным, его власть была слабой. Ибрагима-мирза сверг Шаха Махмуда через несколько недель после смерти Абу-л-Касима Бабура и стал новы правителем Хорасана.
Но в июле 1457 года тимуридский правитель Мавераннахра Абу-Сеид Мирза вторгся в Хорасан. Абу-Сеид занял Балх, но не смог захватить Герат. Беды Ибрагима-мирзы еще больше усилились, когда в Хорасан вторгся Джаханшах, правитель Кара-Коюнлу. Захватив Гурган, он нанес поражение Ибрагиму в битве при Астрабаде. Ала уд-Даула, отец Ибрагима, встретился с ним в Герате, чтобы предложить помощь, но в конце концов они оба бежали из Хорасана. Джаханшах вступил в Герат 28 июня 1458 года, но вскоре был вынужден отступить. Но Ибрагим-мирза не смог вернуть себе Хорасан, которым овладел Абу-Сеид Мирза.
Вскоре после этого Ибрагим-мирза и Ала уд-Даула-мирза заключили союз с султаном Санджаром Мирзой (внуком сына Тимура Умар-шейха) против Абу-Сеида Мирзы. Противостоящие силы встретились в битве при Серахсе в марте 1459 года, где Абу-Сеид нанес им поражение. Ибрагим и его отец бежали, а Султан Санджар Мирза был казнен. Ибрагим-мирза скончался всего через несколько месяцев, а его отец умер в следующем году.